# Anoda pedunculosa
Anoda pedunculosa là một loài thực vật có hoa trong họ Cẩm quỳ. Loài này được Hochr. mô tả khoa học đầu tiên năm 1916.